# Scarenna

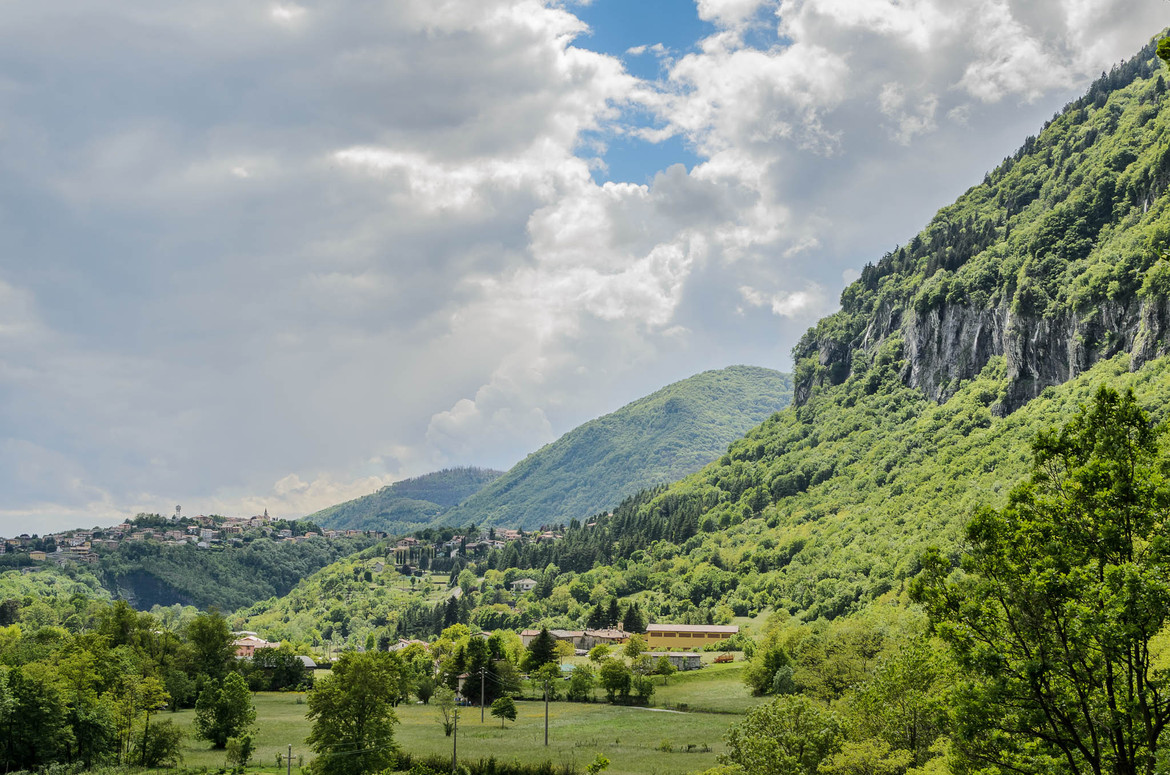
Vista del panorama da Scarenna

Scarenna (Scarèna in dialetto comasco) è una frazione del comune di Asso, posta ad occidente del fiume Lambro. Nell'ultimo decennio ha visto sorgere diverse case sul suo territorio, ed è ora considerata, a buon diritto, la zona residenziale del paese. Lungo la strada che la collega a Caslino d'Erba vi è una palestra di roccia, molto apprezzata dagli scalatori.
Il toponimo originario Scarèna deriva probabilmente, secondo il Boselli, dal longobardo skarjo, "sculdascio", capo militare diventato amministratore di possedimenti reali, facendo ipotizzare che la frazione, e quindi, forse, anche Asso, appartenesse al fisco regio. Un'altra ipotesi di etimo avvicina il nome al latino scarere, "diboscare", accennando ad una zona lungo il Lambro resa libera da alberi. Secondo l'Olivieri la voce deriverebbe dal provenzale escareno, "fianco rovinato di una montagna".

## Monumenti e luoghi d'interesse

### Chiesa di Santa Maria in Angeretta

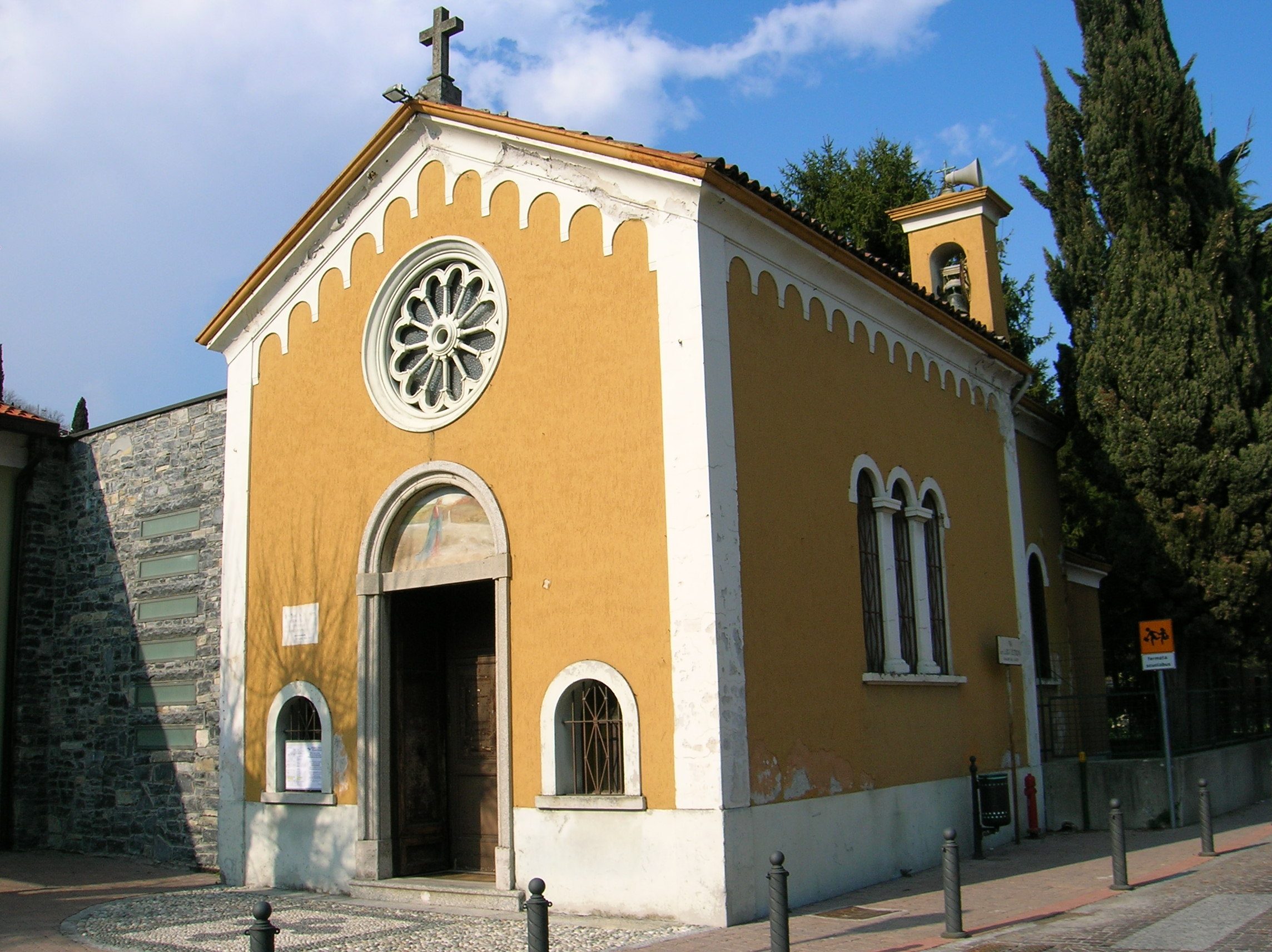
Parte più antica della chiesa di Santa Maria in Angeretta, a Scarenna

Carlo Mazza, in Memorie storiche della Vallassina,  riporta che la chiesa di Santa Maria in Angeretta, detta «antichissima», fu eretta nella ghiaia del letto del Lambro, che ora scorre a poche centinaia di metri di lontananza, e che aveva allagato quel terreno in un'inondazione.
Lo stesso autore riferisce che nel 1570 Carlo Borromeo ordinò che venisse deviata la roggia che scorreva presso i muri di questa chiesa, che venisse dotata di un pavimento di mattoni in sostituzione di quello selciato, ed altre operazioni; altrimenti, sarebbe stata demolita.

Riguardo all'origine del nome, egli scrive che: 
(Carlo Mazza, Memorie storiche della Vallassina)
Di origine medievale, la chiesa è stata completamente ricostruita nel 1909 ed ampliata negli ultimi anni dello stesso secolo, inglobando un edificio vicino; conserva ora una pregevole scultura moderna del Cristo Risorto. La piazza antistante è stata ora completamente rivestita in pavé.

### Torre dei Pallavicini
La torre dei Pallavicini di Scarenna fu eretta nel 1140, data che era riportata sullo stemma. Si può vedere ancora oggi, sebbene abbia subito numerose modificazioni.

### IlPunt de la Folae il Nuovo Ponte della Vallassina

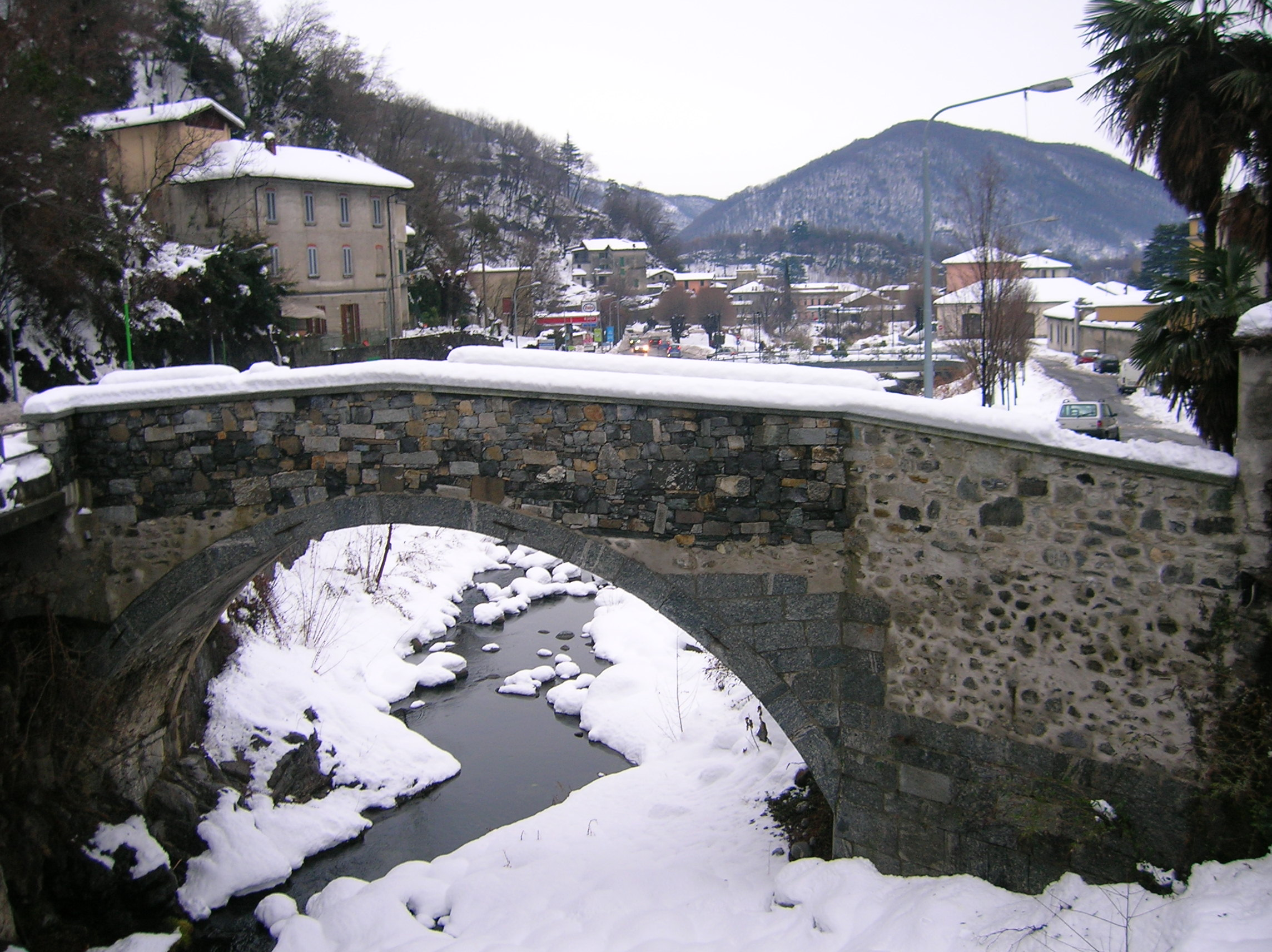
Il vecchio punt de la Fola ("ponte della Folla"), che collega Asso alla frazione di Scarenna

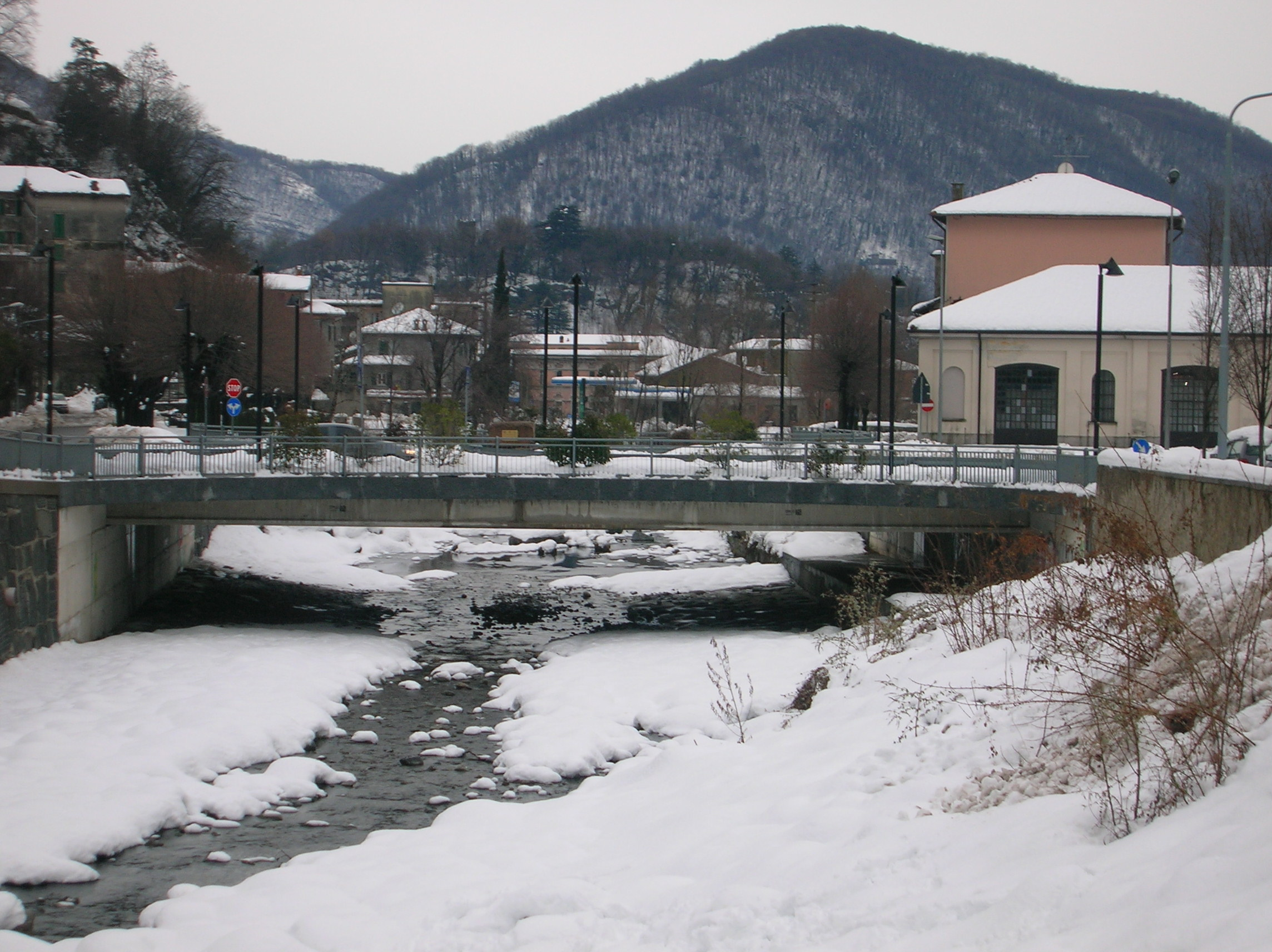
Il nuovo ponte che collega Asso e Scarenna

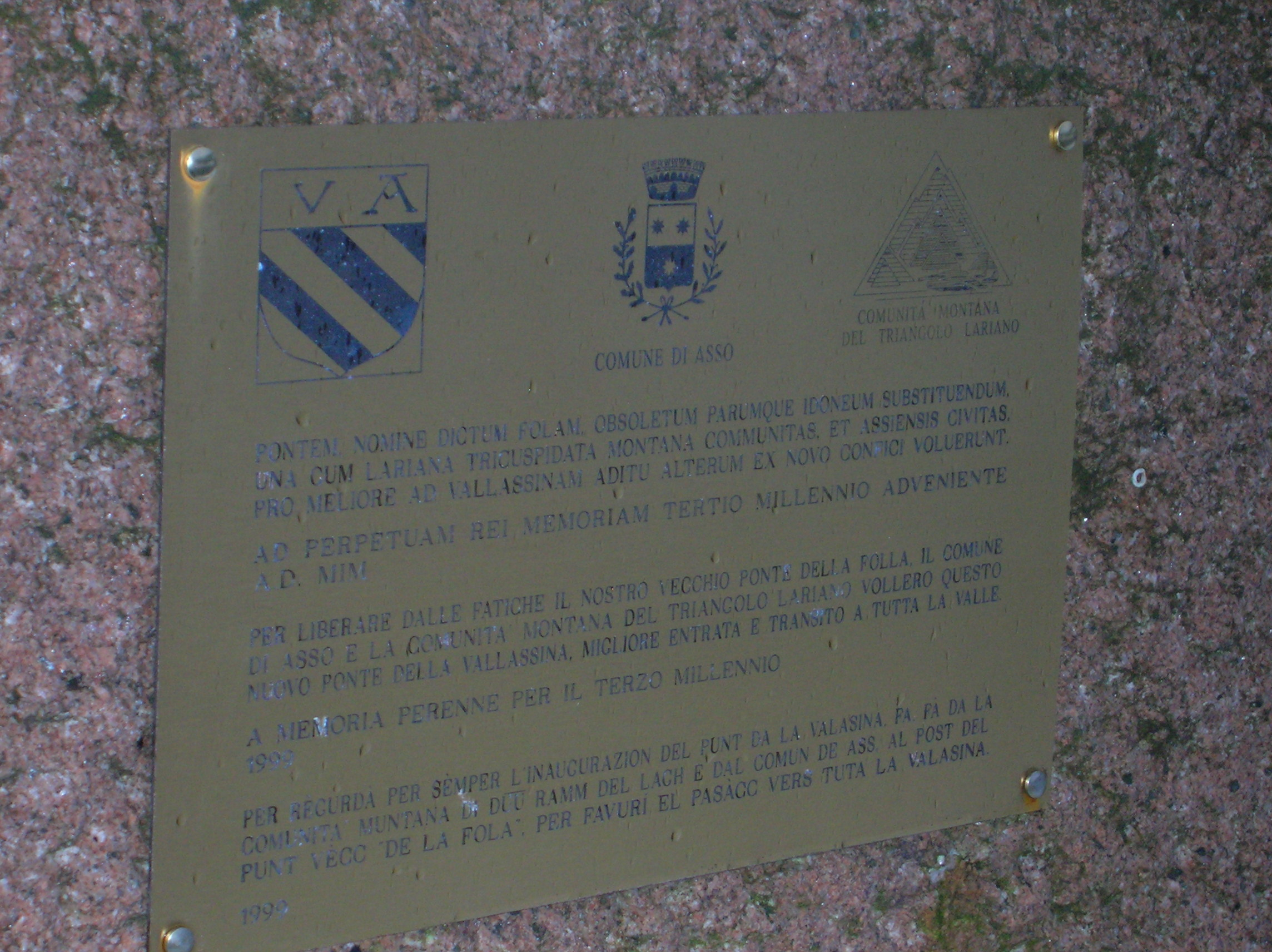
La targa sul nuovo ponte fra Asso e Scarenna

Il punt de la Fola (in lingua locale, "ponte del macero") è il vecchio ponte sul Lambro che univa Asso con Scarenna. Nel 1999, in occasione del gemellaggio con Saint-Péray, è stato restaurato e su di esso è stato vietato il traffico, che ora, invece, scorre sul ponte nuovo, poche decine di metri più a valle. In mezzo al ponte nuovo, inaugurato nel giugno 1999, vi è una scultura con una targa su cui si legge, in latino, italiano e assese:
Pontem, nomine dictum Folam, obsoletum parumque idoneum substituendum, una cum Lariana Tricuspidata Montana Communitas, et Assiensis civitas, pro meliore ad Vallassinam aditu alterum ex novo confici voluerunt.
Ad perpetuam rei memoriam tertio millennio adveniente
A.D. MIM
Per liberare dalle fatiche il nostro vecchio ponte della Folla, il comune di Asso e la Comunità Montana del Triangolo Lariano vollero questo nuovo ponte della Vallassina, migliore entrata e transito a tutta la valle.
A memoria perenne per il terzo millennio
1999
Per règurdà per sèmper l'inaugurazion del punt da la Valasina, fa fà da la Comunità Muntana di düü ramm del lach e dal comun de Ass, al post del punt vècc "de la Fola", per favurì el pasàcc vers tuta la Valasina.
1999

### Oltolina

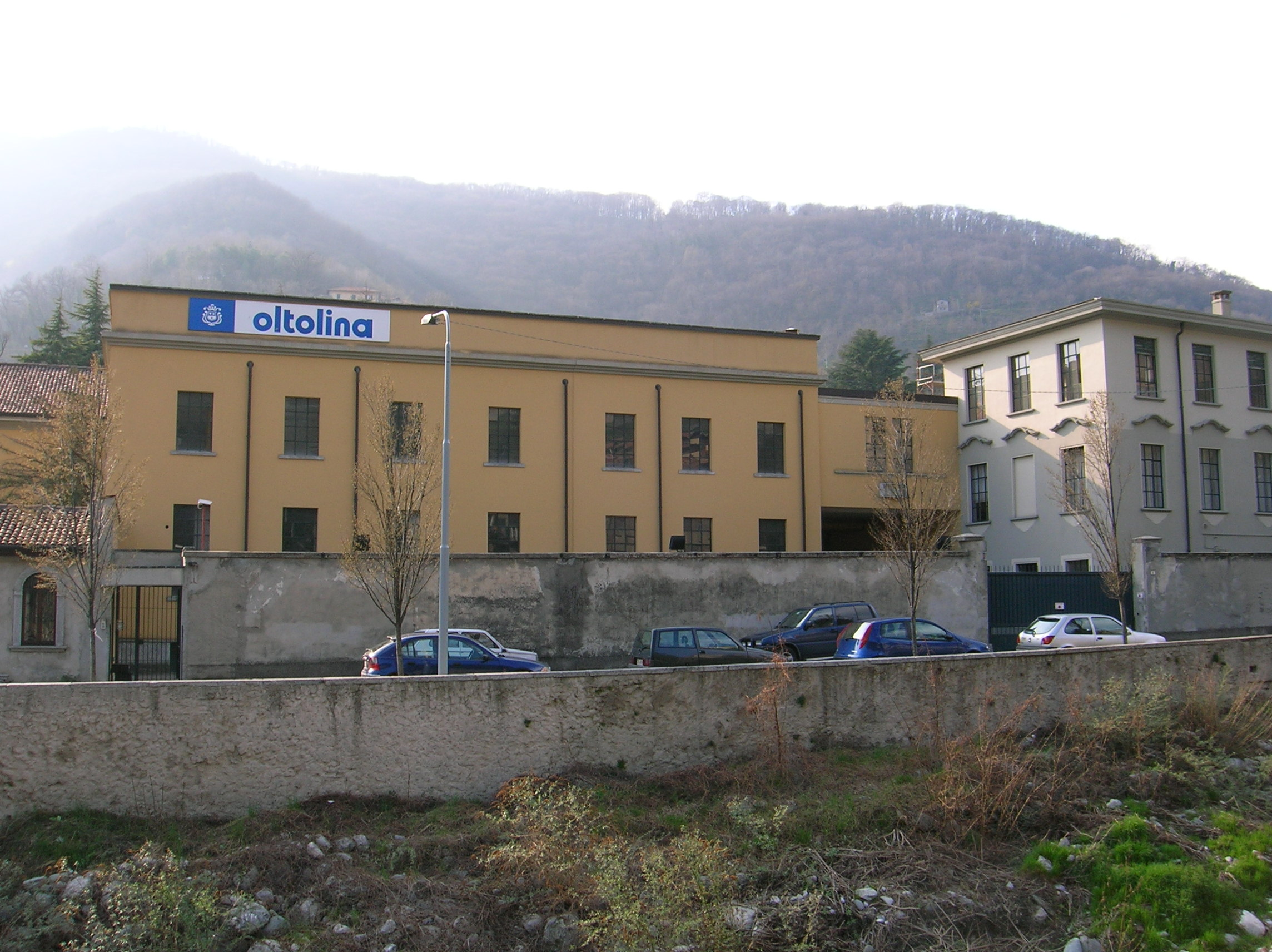
La parte ancora funzionante dello stabilimento dell'Oltolina, a Scarenna

Nel dicembre del 1888 si costituì giuridicamente, ad Asso, la società in accomandita semplice "Fratelli Oltolina", che segnò il passaggio alla fase industriale. Il cotonificio, ancora attivo, si trova nella frazione di Scarenna, vicino al punt de la Fola.
L'arrivo degli Oltolina fu dovuto all'ottimale lavorazione delle folle e delle tintorie locali «per il bel appretto che ivi si dà alle stoffe, lo spurgo dell'olio, la nettezza e la lucentezza dei colori». Le valassinesi erano note per l'abilità nel filare la lana e soprattutto la seta. Una filanda lavorava, sfruttando l'energia idraulica fornita dalle pale di un mulino sul Lambro, mentre una piccola fabbrica produceva tele e fazzoletti, finendo i greggi che arrivavano dai paesi vicini. Su questa professionalità secolare si innestò l'iniziativa dei fratelli Augusto e Giuseppe Oltolina che, acquistata la filanda di seta, installarono telai per la produzione di tessuti di cotone, panni di lana e seta. L'"Ultulina" divenne, nel tempo, l'industria simbolo per la valle, in grado di dare lavoro, raggiungendo anche mille dipendenti, in maggioranza donne. I rapporti in fabbrica rispondevano a quelli che caratterizzarono lo sviluppo industriale, ma per operai ed impiegati, di Asso e dei paesi viciniori, l'"Ultulina" rappresentò la possibilità di non emigrare, evitare pendolarismi pesanti e fornire alla famiglia un'entrata sicura, da affiancare a quella, tradizionale ma sempre più povera e marginale, dell'agricoltura.
Nel settembre del 1944, fu saccheggiato da canzesi, assesi e sfollati, esasperati ed affamati, un deposito di pacchi della Croce Rossa Internazionale, per prigionieri di guerra inglesi, presso il Cotonificio. Non furono effettuate rappresaglie dai tedeschi grazie agli interventi di Luigi Oltolina e delle autorità ecclesiastiche. Secondo alcune voci, i tedeschi avrebbero evitato reazioni, avendo per primi saccheggiato il deposito, lasciando la seconda scelta agli italiani.
Negli anni ottanta del XX secolo, gli Oltolina lasciarono il timone dell'industria, che però ha conservato, a sottolineare la garanzia di serietà e qualità, il nome di "Cotonificio Oltolina Spa".

### "Ponte di Brooklyn"

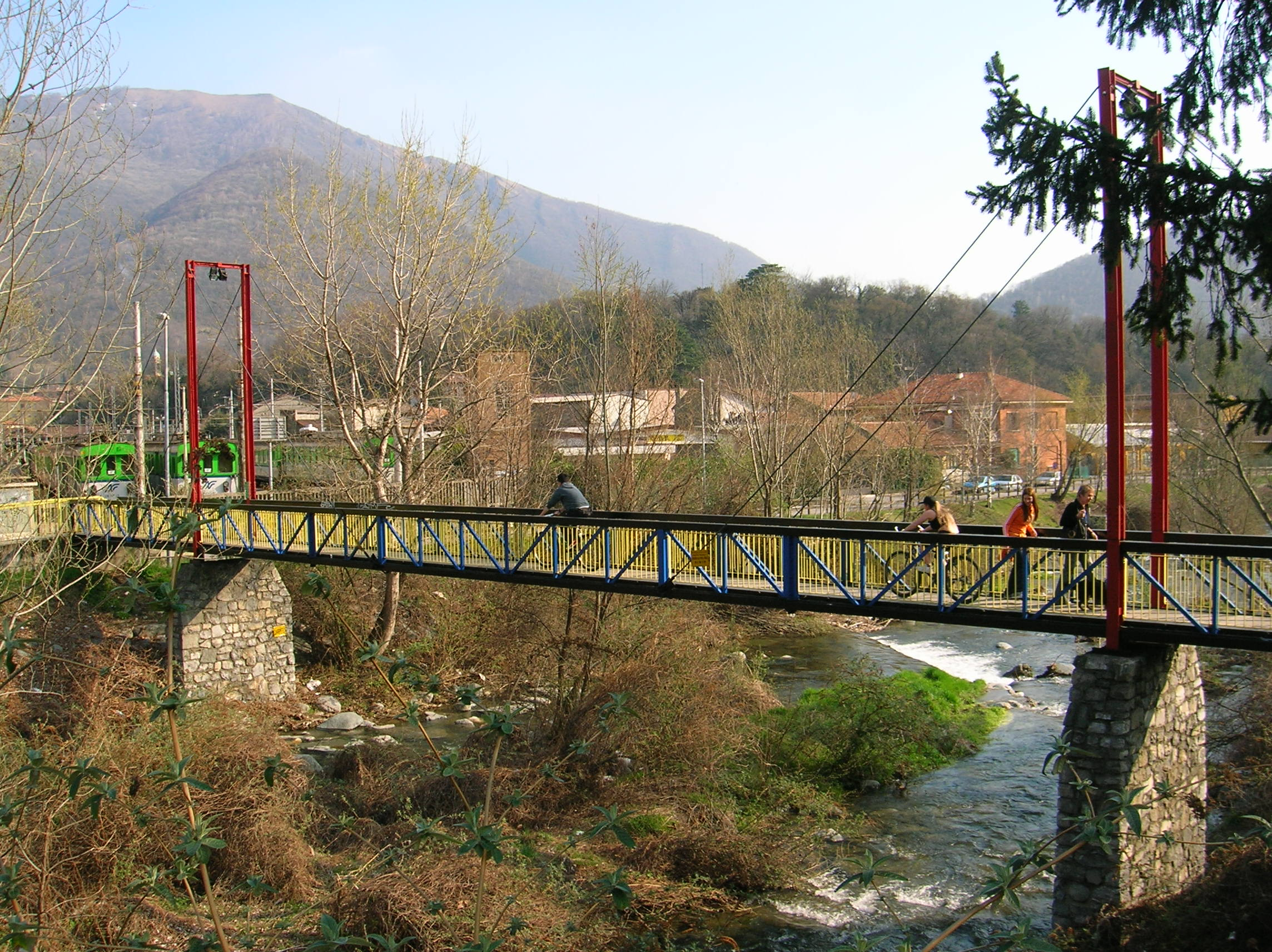
La passerella sul Lambro, detta "ponte di Brooklyn", che collega Scarenna alla stazione di Canzo-Asso

Nel 1991 venne inaugurata una passerella pedonale e ciclabile in acciaio sul Lambro, ora soprannominata dagli assesi "ponte di Brooklyn" per la vaga somiglianza strutturale, che collega Scarenna alla stazione di Canzo-Asso delle Ferrovie Nord Milano Esercizio. Questo ponte ruppe ulteriormente l'isolamento della frazione dopo il ponte sul vecchio guado del fiume, in località Ca' Bianca di Caslino d'Erba.
Nel 2003 la passerella è stata tinteggiata con colori sgargianti che ne esaltano la struttura, a cura dell'architetto Raffaele Gagliardi.

## Storia
Scarenna fu un antico comune del Milanese.
Registrato agli atti del 1751 come un villaggio di 101 abitanti, nel 1786 entrò per un quinquennio a far parte della Provincia di Como, per poi cambiare continuamente i riferimenti amministrativi nel 1791, nel 1797 e nel 1798.
Portato definitivamente sotto Como nel 1801, alla proclamazione del regno d'Italia napoleonico nel 1805 risultava avere 104 abitanti. Nel 1809 il municipio fu soppresso su risultanza di un regio decreto di Napoleone che lo annesse a Canzo, ma tre anni dopo fu spostato sotto Asso: tutte queste innovazioni furono comunque annullate dagli austriaci nel 1816 dopo il loro ritorno. Nel 1853 il paese risultò essere popolato da 158 anime, salite a 163 nel 1871. Il municipio non ebbe comunque più lunga vita, perché già nel 1878 il governo di Vittorio Emanuele II lo soppresse annettendo nuovamente ad Asso.